# Palatinado-Mosbach
El Palatinado-Mosbach fue un estado del Sacro Imperio Romano Germánico centrado en Mosbach en el norte de la actual Baden-Württemberg, Alemania.

## Historia
Palatinado-Mosbach fue creado en 1410 a partir de la partición del Palatinado después de la muerte del rey Roberto III por su hijo Otón. En 1448, Otón heredó la mitad de Palatinado-Neumarkt, compró la otra mitad y cambió el nombre de su estado a Palatinado-Mosbach-Neumarkt.